# Майлинг, Марк
Марк Майлинг (нем. Marc Meiling; род. 22 марта 1962, Штутгарт) — немецкий дзюдоист, чемпион и призёр чемпионатов ФРГ и Германии, призёр чемпионатов Европы, мира и Олимпийских игр.

## Карьера
Выступал в средней (до 86 кг) и полутяжёлой (до 95 кг) весовых категориях. В 1984—1994 годах четырежды становился чемпионом, дважды — серебряным и четырежды — бронзовым призёром внутренних чемпионатов. На летних Олимпийских играх 1984 года в Лос-Анджелесе занял 12-е место. На следующей Олимпиаде в Сеуле стал серебряным призёром игр.